# Гендриков, Иван Симонович
Граф Иван Симонович Гендриков (1719—1778) — генерал-аншеф, племянник императрицы Екатерины І. Родоначальник графов Гендриковых.

## Биография
Родился в 1719 году; сын литовского крестьянина Симона Леонтьевича (Симона-Генриха или Гендрика) (1673—25.12.1729)  и Христины Скавронской (?—14.04.1729), родной сестры императрицы Екатерины I.
В ноябре 1732 года был отдан в Сухопутный шляхетский корпус (при приеме он и брат Андрей записаны были шляхетскими детьми Гендриковыми) и 4 ноября 1736 года выпущен из него капралом в Воронежский пехотный полк, действовавший в то время против турок.
В 1737 г. принимал участие в осаде Очакова и произведен в сержанты и прапорщики, в 1738 г. участвовал в Днестровском походе, за который произведен в подпоручики, и в 1739 г. — в Ставучанской битве. В 1741 г. переведен в 1-й Московский пехотный полк и произведен в капитаны. 25 апреля 1742 г., в день коронования его двоюродной сестры императрицы Елисаветы, был возведен в графское Российской империи достоинство и переведен капитан-поручиком в Преображенский полк.
25 июля 1744 г. произведён в бригадиры и назначен камергером к великой княгине Екатерине Алексеевне. Он сумел приобрести расположение будущей императрицы, одобрительно отозвавшейся о нём в своих записках. В то время как другие опутывали молодую великую княгиню сетью интриг и шпионства, Гендриков старался вовремя предостеречь её и удержать от неосторожного слова или шага. 10 февраля 1747 г. получил голштинский орден св. Анны, 5 сентября того же года пожалован в подпоручики лейб-кампании; одновременно был произведен в генерал-майоры.
5 сентября 1748 г. награждён александровской лентой. 16 октября 1749 г. он был отправлен в Глухов, присутствовал при выборе малороссийского гетмана и пробыл там до июня 1750 г. Генеральная старшина в знак благодарности поднесла ему от имени Малой России в дар 10000 руб. С 1750 г. до расформирования лейб-кампании Петром III (21 марта 1762 г.) Гендриков заведовал ею в качестве помощника графа А. Г. Разумовского. 21 сентября 1757 г. произведен в генерал-лейтенанты. 4 апреля 1762 г. Петр III уволил Гендрикова от службы «с чином генерал-аншефа и пенсионом».
Екатерина II по вступлении на престол пожаловала лейб-кампанцев, принимавших участие в возведении её на престол, в кавалергарды, а Гендрикова назначила 5 июля 1762 г. шефом Кавалергардского корпуса. 30 декабря 1764 г. Гендриков уволен был от службы «для поправления домашнего его состояния», так как «по причине умножившегося на нём великого долга не в состоянии себя содержать здесь (то есть в Петербурге) без крайнего себе разорения». При увольнении ему было пожаловано 30000 рублей на уплату долгов.
Не отличаясь ни умом, ни образованием, Гендриков, по отзывам современников, имел прямодушный и благородный характер. В Волчанском уезде и сопредельных областях Слободской Украины ему принадлежали обширные имения, в которых жило более 8000 душ мужского пола.
Умер 5 (16) мая 1778 года. Похоронен был в слободе Рубежной, в сооружённом им в 1769 году храме Успения Богородицы.

## Семья
В браке с Елизаветой (или Екатериной) Сергеевной Бутурлиной (ум. 1784), внучкой генерал-аншефа И. И. Бутурлина, имел 4-х сыновей и 6 дочерей, среди которых:
- Иван (ум. 1801), полковник, секунд-ротмистр конной гвардии; холост.
- Андрей, поручик лейб-гвардии Конного полка; женат на Елизавете Алексеевне Глебовой (1746—10.10.1801)[2]; родоначальник старшей ветви Гендриковых.
- Сергей (1754-18..), полковник, до 1778 г. служил в конной гвардии корнетом; женат на Евдокии Бакшеевой; родоначальник младшей ветви Гендриковых[3].
- Дмитрий (1758-1762).
- Елизавета, жена полковника Дмитрия Львовича Измайлова (1737-1779); у них сын Лев.
- Варвара (1747—1817), с 1763 г. жена сенатора Алексея Богдановича Челищева (1744—1806). Этому браку препятствовал Пётр III, который «в духе настоящего прусского капрала поклялся, что в пример другим офицерам прикажет казнить Челищева за эту дерзкую любовь с царской родственницей»[4].
- Екатерина (ум. 1814), с 1764 г. жена графа Матвея Фёдоровича Апраксина (1744-1803), который для молодой жены построил известный дворец на Покровке; у них сын Фёдор.
- Александра (1759-1789), жена князя Александра Борисовича Голицына; их сын Иван в Париже промотал родительское состояние, что послужило причиной его разрыва с женой Анной.
- Софья, жена князя Петра Алексеевича Волконского (1759-1828).